# Euphyia libycaria
Euphyia libycaria là một loài bướm đêm trong họ Geometridae.